# Дирофіляріоз
Дирофіляріоз (лат. dirofilariasis) — зоонозний гельмінтоз, який спричинюють гельмінти роду Dirofilaria. У людей, як правило, дирофіляріоз проявляється або підшкірними вузлами або вузловими ураженнями легеневої паренхіми, у багатьох випадках хвороба перебігає безсимптомно. У випадках легеневих уражень і, рідше, при підшкірних вузлах діагностують на початку помилково цю хворобу, як злоякісну пухлину, що вимагає застосування інвазивних досліджень та оперативного втручання задля встановлення чіткого діагнозу. У людей ідентифіковані казуїстичні випадки ураження коронарних судин,  калитки.

## Актуальність
Найбільше поширення в світі мають Dirofilaria repens та Dirofilaria immitis, які є облігатними (основними) паразитами родин собачих і котячих. Саме ці дирофілярії спричинюють абсолютну більшість випадків захворювання людини, коли в особи можуть паразитувати проміжні (личинкові) стадії цих гельмінтів.
- Дирофіляріоз, який спричинює Dirofilaria repens, найчастіше зустрічається в районі Середземномор'я, на південь від Сахари, і в Східній Європі. У Південній Європі Італія несе найважчий тягар випадків дирофіляріозу в людей, частим він є у Франції, зустрічається у Греції та Іспанії. За останні роки в Україні почастішали випадки цього дирофіляріозу.
- Дирофіляріоз, який спричинює Dirofilaria immitis (або англ. heartworm — серцевий хробак), має практично повсюдне поширення — це США, Канада, Південна Америка, Південна Європа, Південно-Східна Азія, Близький Схід, Австралія, Республіка Корея, Японія.
- Дирофіляріоз, який спричинює Dirofilaria tenuis, має обмежену циркуляцію — він зустрічається у Північній Америці. Зараження людей цим дирофіляріозом є значно меншим, аніж іншими двома.
- Описані поодинокі випадки зараження людей Dirofilaria striata (США) та Dirofilaria spectans (Бразилія).

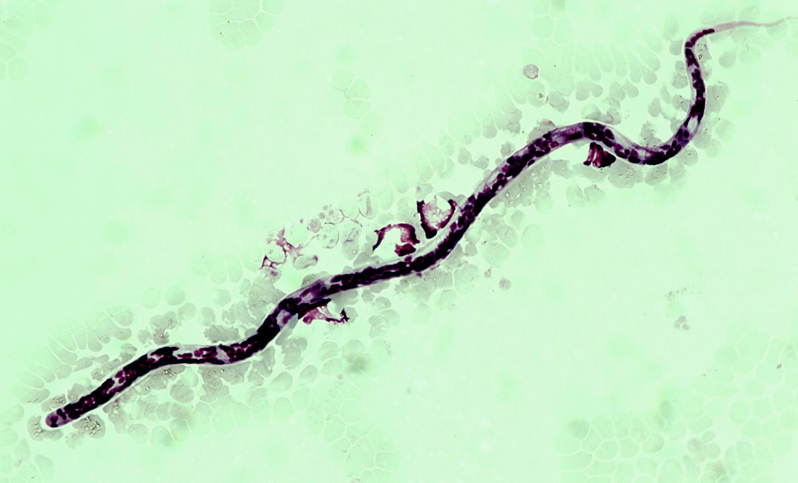
Мікрофілярія Dirofilaria immitis в крові собаки (мікроскопія, фарбування за Романовським—Гімзою)

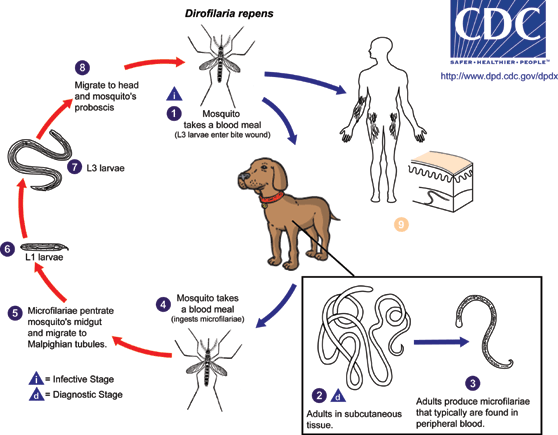
Життєвий цикл Dirofilaria repens.

Життєвий цикл Dirofilaria immitis.

## Етіологія

### Етимологія
Назва роду Dirofilaria походить від лат. dirus - страхітлива або зловісна та лат. fīlum - нитка. Назва виду Dirofilaria immitis походить від лат. immitis - хробакова, виду Dirofilaria repens — від лат. repens - повзуча, виду Dirofilaria tenuis — від лат. tenuis - тонка.

### Життєвий цикл
Цикл дирофілярій, як і всіх філярійних нематод, складається з 5 личинкових стадій, які відбуваються в організмі хребетного хазяїна, у членистоногих — проміжних хазяях. Період між введенням від комара личинок у організм хазяїна до розвитку там дорослих особин гельмінтів займає, в середньому, від шести до семи місяців і відомий як препатентний період. Зрілі самиці в організмі хазяїна народжують тисячі особин личинок (мікрофілярій) 1-ї стадії, які потрапляють в організм комах під час кровосмоктання. Після цього мікрофілярії перетворюються на личинок 3-ї генерації, які мігрують з шлунка до грудної клітки і, врешті решт, до слинних залоз, що дозволяє відновити передачу інфекції до нового господаря при подальшому живленні комарів.

#### Інвазія, яку спричинюєDirofilaria immitis
Темпи розвитку в організмі комара залежать від температурних показників, вимагаючи близько двох тижнів температури навколишнього середовища на рівні або вище 27 °C. Нижче порогової температури 14 °C розвиток не може відбутися, і цикл буде зупинений. В результаті передача обмежена певними географічними регіонами, а тривалість сезону передачі варіює географічно.
Після зараження 3-тя генерація личинок росте протягом тижня або двох, і линяють, утворюючи 4-ту личинкову стадію під зовнішнім покривом комара. Потім личинки цієї стадії мігрують в м'язи грудей та черевця, і протягом 45—60 днів від моменту зараження линяють до стадії 5-ї личинки. Протягом 75—120 днів від моменту зараження ці личинки впорскуються до кровотоку і розносяться до легеневої артерії та серця, де будуть в подальшому проживати. Протягом наступних трьох-чотирьох місяців вони сильно збільшуються в розмірах. Самиця сягає завдовжки 30 см, а самець — близько 23 см з хвостом. За сім місяців після зараження дорослі черв'яки спарюються, і самиці починають народжувати мікрофілярії.
Мікрофілярії здатні циркулювати в крові аж до двох років, в очікуванні наступного етапу в життєвому циклі в кишці кровосисних комарів. При попаданні в організм комара мікрофілярії проходять дві ліньки 3-ї личинкової стадії, а потім мігрують в слинні залози комара, де вони чекають, щоб заразити хребетного хазяїна. Період, необхідний для досягнення інфективності мікрофілярій для хазяїна становить від 2 до 6 тижнів, залежно від теплоти клімату.

#### Інвазія, яку спричинюєDirofilaria repens
Дорослі особини мешкають в підшкірних тканинах собак і котячих, де вони дозрівають 6—7 місяців. Дорослі черв'яки 1—2 мм завтовшки, самиці завдовжки 25—30 см, самці коротші.

## Епідеміологічні особливості